# Мария Никоевска
Мария Пенчева Никоевска е българска актриса с роли в театъра, телевизията и дублажа.

## Биография
Мария Никоевска е родена на 24 септември 1943 г. в София, България. Баща – д-р Пенчо Никоевски – психоневролог, заслужил лекар, д-р на медицинските науки. Майка – Лилия Никоевска – завършва Българска държавна консерватория, клас пиано.
Никоевска завършва началното си образование в училище – „В. Априлов“ София, а средното в Първа софийска гимназия, която завършва през 1961 г. Същата година постъпва в класа на професор Кръстьо Мирски, ВИТИЗ „Кръстьо Сарафов“. От 1965 г. се дипломира с магистърска степен по актьорско майсторство за драматичен театър.

### Кариера
През 1965 г. е разпределена в Драматичен театър Благоевград. В периода 1972 – 1977 година е част от трупата на Драматичен театър - Перник.
В следващите 25 е актриса в Младежки театър „Николай Бинев“. От 2002 година е в Театър „Възраждане“. Част от ролите ѝ са: дебютира – Тошка от „Татул“ по Г. Караславов, Дона Анна („Дон Жуан“ – Макс Фриш), Маша („Океан“ – Ал. Щейн), Илдика (”Калоян”– К. Зидаров), Джейн („Мария Тюдор“ – В. Юго), Евридика (”Садал и Орфей“ – Ив. Радоев), Графинята (”Сватбата на Фигаро“ – П. дьо Бомарше), Шу („История на един развод“ – Л. Мароти), Пепа („Вива Академия“ – К. Топалов), Доти („Шум зад кулисите“ – М. Фрейн), сестра Дъкет („Параграф 22“ по Д. Хелър), Хелън („Еквус“ – П. Шафър) и много други.
ТВ театър
- „Седем вика в океана“ (1982) (Алехандро Касона)

### Други дейности
От 1970 г. до 2000 г. активно участва в дублажа на множество филми и сериали, измежду които „Батман се завръща“ (дублаж на Брайт Айдиас), където озвучава Мишел Пфайфър в ролята на Жената-котка. През 1987 година в БНТ започват първите записи на 166 епизода на американския телевизионен сериал „Семейство Флинтстоун“. Става официален глас на Бети Ръбъл за България.
Участва в десетки телевизионни и радио пиеси: Нина Денъри („Есенна градина“ – Лилиан Хелмън, реж. Р. Кирчева), Теодора (”Ивайло“ – К.Зидаров, реж. Н. Минкова), Мерцедес (”Седем вика в океана“ – Ал. Касона, реж. Ив. Зоин), Мариница („Албена“ – Й. Йовков, реж. С. Попов) и други. Има записи на приказки в „Балкантон“.
От 2002 г. е една от основателките и председател на Фондация „Театър за нашите деца – „Приказен път“ заедно с проф. Петър Петров, Вера Среброва и Светослав Добрев.
През 2014 г. Никоевска отново озвучава Бети Ръбъл в дублажа на VMS на „Семейство Флинтстоун“.

### Личен живот
Има брат – невролог, доц. Николай Никоевски. Съпругът ѝ Димитър Вулов – театровед, дългогодишен заместник главен редактор на Телевизионен театър в БНТ. Дъщеря и Толи Вулова е театровед, автор и режисьор на документални филми. Има внук – Людмил Христов.

## Телевизионен театър
- „Един непредвиден приятел“ (1984) (Робер Тома)
- „Седем вика в океана“ (1982) (Алехандро Касона)
- „Престолът“ (1975) (Иван Вазов)

## Филмография
- Пазачът на планетата (2-сер. тв, 1989)
- Дунав мост (7-сер. тв, 1999) – акушерка
- Магия’82 (1988) - секретарката
- Етюд за лява ръка (тв, 1981)